# Brusów
Brusów [pronunciación en polaco: /ˈbrusuf/] es un pueblo ubicado en el distrito administrativo de Gmina Ryki, dentro del Condado de Ryki, Voivodato de Lublin, en Polonia oriental. Se encuentra aproximadamente a 6 kilómetros al este de Ryki y a 58 kilómetros al noroeste de la capital regional Lublin.

## Economía
La economía de Brusów está principalmente basada en agricultura. 